# Кастюрины
Кастю́рины (Костюрины) — русские дворянские роды.
В Гербовник внесены две фамилии Костюриных:
1. Потомство Ивана Костюрина, верстанного поместным окладом в 1629 году (Герб. Часть IX. № 75).
2. Потомство Михаила Костюрина, сын которого, Григорий Михайлович, пожалован грамотами в 1686 году (Герб. Часть VI. № 122)[1].

Иван Васильевич Кастюрин дьяк (1629), а затем пожалован в московские дворяне. Иван Иванович Кастюрин был генерал-аншефом, обер-комендантом в Санкт-Петербурге и сенатором (1765). Этот род Кастюриных внесён в VI часть родословной книги Ярославской губернии.
Кондратий Семёнович Кастюрин с отличием служил в польскую войну (1654). Его потомство внесено в VI часть родословной книги Псковской губернии. (Гербовник, IX, 75).
Ещё один род Кастюриных, внесённый в VI часть родословной книги Новгородской губернии; восходит к концу XVII века (Гербовник, VI, 122), а два рода Кастюриных более позднего происхождения.

## Описания гербов

#### Герб Костюриных 1785 г.
В Гербовнике Анисима Титовича Князева 1785 года имеется изображение печати с гербом генерал-поручика, С-Петербургский обер-комендант (1763) Ивана Ивановича Костюрина: в серебряном поле щита изображено произрастающее из земли зелёное дерево, над которым летит влево серая птица. Щит увенчан коронованным дворянским шлемом с шейным клейнодом. Нашлемник отсутствует. Цветовая гамма намёта не определена. Вокруг щита две орденские ленты с двумя орденскими крестами.
Гербовник, VI, 122
В щите, разделённом перпендикулярно надвое, в правом золотом поле изображена красная крепость с тремя башнями (польский герб Гржимала). В левом голубом поле, виден с правой стороны, выходящий до половины серебряный лев. Щит увенчан обыкновенным дворянским шлемом с дворянской на нём короной и страусовыми перьями. Намёт на щите голубой, подложен серебром.
Гербовник, IX, 75
В верхней половине щита, разделённым диагонально к правому нижнему углу на 2 поля, голубое и красное, изображён белый орёл, летящий в левую сторону. В нижней половине, в серебряном поле, находится дерево дуб. Щит увенчан шлемом с дворянской на нём короной со страусовыми перьями. Намёт на щите голубой и красный, подложенный серебром.